# Actualisation
 (avril 2024).
Motif : L'article fait une confusion entre l'actualisation (les mécanismes financiers) et les préférences temporelles (mécanismes psychologiques concernant l'agent prenant en objet ses propres capacités et préférences)
Ne doit pas être confondu avec Préférence temporelle.
L'actualisation est l'application de taux, dits taux d'actualisation, à des flux financiers non directement comparables et portant sur des durées différentes, afin de les comparer ou combiner de diverses façons. Elle apporte de la méthode dans le choix des investissements et peut intégrer l'évolution de la valeur de l'argent.

## Bases logiques
Les méthodes d'actualisation doivent prendre en considération deux facteurs humains déterminant la valeur temps de l'argent : la préférence pour la jouissance immédiate et l'aversion au risque[réf. nécessaire].
Le premier enjeu est souvent confondu avec le « coût du temps » par opposition au second correspondant au « coût du risque ». 
- Le coût du temps reflète le fait qu'un euro d'aujourd'hui vaut plus qu'un euro de demain (parce qu'il peut être investi et rapporter plus d'un euro demain ; ou parce qu'il peut être dépensé dans la jouissance immédiate d'un bien au lieu d'attendre demain). En finance, le coût du temps est matérialisé par la courbe des taux dits "sans risque" (par exemple, les rendements des emprunts d'État sont généralement considérés comme de bonnes approximations des taux sans risque).
- Le coût du risque, quant à lui, reflète le fait qu'un euro certain vaut plus qu'un euro espéré mais incertain. En finance, le coût du risque est matérialisé par la "prime de risque" qui s'ajoute au taux sans risque pour constituer le rendement attendu d'un actif risqué (comme une action ou une obligation).

Il s'ensuit que deux taux sont utilisés en cas de mesure de l'évolution de la valeur de l'argent :
- la notion de taux sans risque qui couvre le coût du temps (en général on prend comme référence les taux de marché des emprunts d'un État solvable).
- la notion de prime de risque qui couvre les incertitudes liées aux anticipations de revenus futurs, ou plus précisément le prix de l'aversion à ces incertitudes (aversion au risque).

L'actualisation est utilisée pour mesurer la pertinence économique de différentes options (investissement dans un actif qu'on ne détient pas encore, ou symétriquement la liquidation d'un actif qu'on détient) : la meilleure utilisation d'un actif est celle qui a la plus forte valeur actuelle nette. À travers deux questions :
1. mesurer la valeur d'un actif quel qu'il soit : combien vaut-il aujourd'hui pour moi, compte tenu de ce que j'estime qu'il va me rapporter et me coûter dans le futur ? On peut ensuite en déduire la rentabilité
2. comparer plusieurs possibilités d'affectation d'un actif, notamment l'argent : investir (et avec quelle formule : achat ? crédit-bail ? ...), se désendetter, conserver ses liquidités, etc. Un investissement est rentable si sa valeur actualisée est supérieure à sa valeur d'achat, le ratio entre les deux mesurant la rentabilité de l'investissement ;

## Taux d'actualisation
Le choix du taux d'actualisation est une variable clé de la valorisation par actualisation.
Le taux généralement choisi reflète le coût du capital[non neutre], il prendra donc le taux d'intérêt du marché pour une durée comparable, ou éventuellement du taux d'inflation anticipé, éventuellement augmenté d'une prime de risque.
Dans le cas d'actualisation de valeurs financières, on prend pour référence le taux du marché : celui du marché monétaire pour les durées courtes ; celui des bons ou obligations du Trésor public pour les durées plus longues.
Le choix du taux d'actualisation conditionne fortement les choix d'investissements industriels. C'est le cas notamment de la filière nucléaire, pour laquelle les coûts et les bénéfices engagent tant les générations présentes que les générations futures.
En comptabilité, l'actualisation est une méthode comptable destinée à compenser les conséquences de l'inflation dans les contrats. Contrairement à la révision, elle ne s'effectue qu'une seule fois en début de contrat et non chaque mois. En France, pour les marchés publics, ces deux méthodes sont exclusives l'une de l'autre.
Selon l'économiste belge Christian Gollier, le taux d'actualisation est une variable cruciale de la dynamique économique. Une valeur de ce taux beaucoup plus faible que celle qui est actuellement[Quand ?] pratiquée dans beaucoup de pays occidentaux permettrait de prendre en compte les intérêts des générations futures à des horizons relativement éloignés. Cela permettrait de réconcilier les penseurs du développement durable à la science économique, sa méthode et ses outils.

## Méthode de calcul
Actualiser la valeur de flux ou de revenus se produisant à des dates différentes dans le temps consiste à calculer leur valeur à une date donnée à l'aide d'un taux d'actualisation. Les valeurs obtenues sont appelées valeurs présentes ou valeurs actualisées.
où
- {\displaystyle F} est le flux
- {\displaystyle E(F)\,\!} est l'espérance mathématique du flux à l'époque où il sera (ou : a été) disponible ;

NB. : Cette espérance est égale à {\displaystyle F} pour les flux certains (réalisés), ou lorsque l'on définit un barème de crédit. 
- {\displaystyle t\,\!} est le taux d'actualisation ou son cas particulier, le taux actuariel (les taux exprimés ici sont annualisés) ;
- {\displaystyle x\,\!} est le temps, exprimé en nombre d'années, de la date d'actualisation à la date du flux (x est donc positif lorsque le flux est futur, et négatif pour un flux passé)

NB. : par convention, {\displaystyle x\,\!} le nombre d'années est le nombre de jours réels divisé par 365.
- {\displaystyle VA(F)\,\!} représente la valeur actualisée du flux, à la date pour laquelle on calcule la valeur (date d'actualisation) ;

NB. : le plus souvent, la date d'actualisation choisie est la date du jour. On parle alors de valeur actuelle plutôt que de valeur actualisée.
La valorisation par actualisation repose donc sur deux éléments essentiels : l'évaluation des flux futurs, et le taux d'actualisation.
Il existe des situations où les flux futurs sont parfaitement connus d'avance : obligations à taux fixe, intérêts d'emprunt à taux fixe. Dans les autres cas, les flux futurs sont par définition hypothétiques. Les techniques d'évaluation des flux futurs sont complexes et dépendent de la nature de l'investissement. Par exemple, pour une machine industrielle, on évaluera sa capacité de production que l'on transformera en valeur marchande ; pour estimer la valeur d'une entreprise ou de son action, on anticipera les résultats futurs, en fonction de ses compétences commerciales, technologiques et de critères financiers (structure du bilan, contrats en cours, endettement, trésorerie disponible, etc.).